# Queendom (EP)
Queendom es el sexto EP del grupo femenino surcoreano Red Velvet. Fue lanzado por SM Entertainment el 16 de agosto de 2021 en formato digital y un día más tarde en formato físico, e incluye su sencillo principal homónimo «Queendom».

## Antecedentes y lanzamiento
Desde el 26 de julio al 1 de agosto de 2021, Red Velvet presentó un evento promocional especial llamado "Queens Mystic General Store", en el que lanzaron vídeos de archivo para varios lados B de sus canciones favoritas, para los fanes.
El 2 de agosto de 2021, la cuentas oficiales de Red Velvet anunciaron públicamente que su próximo lanzamiento sería un sexto miniálbum que llevaría por nombre Queendom, y que sería estrenado el 16 de agosto del mismo año. Junto a ello, lanzó su nuevo logo asociado a su futuro lanzamiento.
El 3 de agosto fue publicado el calendario oficial de publicaciones relacionadas al nuevo álbum, ratificando que el sencillo promocional llevaría por título también el nombre «Queendom» y que sería lanzado también el 16 de agosto de 2021, a través de su vídeo musical.

## Composición y letras
«Queendom», el sencillo principal, fue definida como una refrescante canción dance pop con flautas y riffs de metales armonizados rítmicamente con una espléndida base de sintetizador y un gancho muy adictivo. «Pose» es una canción de baile pop uptempo con una línea de base energética y una potente batería. «Knock On Wood» es una canción electropunk que habla del acto de golpear un árbol para la buena suerte, a través de una narración como un cuento de hadas. «Better Be» es una pista pop de R&B con ricas armonías y una ingeniosa letra. «Pushin' N Pullin'» es una canción de R&B pop de medio tiempo con maravillosas voces, mientras que «다시, 여름 (Hello, Sunset)» es una balada R&B de tempo lento con un relajado ritmo de batería.

## Recepción de la crítica
Tras su lanzamiento, Queendom recibió críticas generalmente positivas de los críticos musicales. En Metacritic, que asigna una puntuación normalizada de 100 a las valoraciones de las publicaciones, el álbum recibió una puntuación media de 74 según 5 reseñas, lo que indica «reseñas generalmente favorables».
Rhian Daly de NME describió el EP como «ir a lo seguro; sumergir con cuidado un dedo del pie en el agua en lugar de hacer un gran chapoteo para señalar su regreso». Joshua Minsoo Kim, escribiendo para Pitchfork, calificó el EP como «perfectamente adecuado, pero el lanzamiento en sí nunca alcanza las alturas anteriores del grupo» y «no rebosa de excelencia». Añadió además que la canción principal «rara vez ofrece al quinteto la oportunidad de hacer alarde de su destreza vocal», sintiendo que es «demasiado discreta» y «frustrantemente unidimensional», mientras que etiqueta otras canciones en el EP «similarmente poco ambiciosas».
Ana Clara Ribeiro de PopMatters describió el EP como un crème brûlée, comparando la «simplicidad y accesibilidad en su sabor» del postre con la música de Red Velvet. En general, dijo que en el EP «no todas las canciones de Queendom serán las más escuchadas por los fans, y no es porque ninguna de estas canciones sea pobre» mientras explica que «no comemos postre porque necesitamos nutrientes básicos para nuestro cuerpo, sino porque queremos probar algo delicioso, y Queendom sabe delicioso». JT Early de Beats Per Minute describió el EP como «un proyecto de verano espectacular que explora los temas del empoderamiento, el romance y los obstáculos que lo acompañan», declarando además que el EP «cumple todos los requisitos que los fans querrían y tiene un gran valor de repetición».

## Rendimiento comercial
En Corea del Sur, el EP debutó en la posición 2 en la lista de álbumes Gaon Album Chart en la edición de la lista del 15 al 21 de agosto de 2021. En el Reino Unido, el EP debutó en la posición 17 en los álbumes digitales del Reino Unido en la edición de la lista con fecha 20 de agosto de 2021. En Japón, el álbum debutó en la posición 41 en el Billboard Japan Hot Albums, en la edición de la lista del 25 de agosto de 2021. En los Estados Unidos, el EP debutó en la posición 16 y 11 en Billboard Heatseekers Albums y Billboard World Albums, respectivamente, en la edición de la lista con fecha 28 de agosto de 2021.

## Lista de canciones
| CD / Descarga digital |                              |                         |                                                                                      |                                                                               |          |  |
| N.º                   | Título                       | Letras                  | Música                                                                               | Arreglos                                                                      | Duración |  |
| 1.                    | «Queendom»                   | Jo Yoon-kyung           | minGtion (밍지션), Anne Judith Stokke Wik, Moa "Cazzi Opeia" Carlebecker, Ellen Berg | minGtion (밍지션)                                                             | 3:01     |  |
| 2.                    | «Pose»                       | Lee Seu-ran             | Fabian Torsson, Harry Sommerdahl, Ylva Dimberg, Moa "Cazzi Opeia" Carlebecker        | Fabian Torsson, Harry Sommerdahl, Ylva Dimberg, Moa "Cazzi Opeia" Carlebecker | 3:20     |  |
| 3.                    | «Knock On Wood»              | Seo Ji-eum              | Moonshine, Moa "Cazzi Opeia" Carlebecker, Ellen Berg                                 | Moonshine                                                                     | 3:40     |  |
| 4.                    | «Better Be»                  | Kim In-hyung            | Andreas Öberg, Skylar Mones, Michele Wylen                                           | Skylar Mones, Andreas Öberg                                                   | 3:00     |  |
| 5.                    | «Pushin' N Pullin'»          | Kenzie                  | Kenzie, Mike Daly, Mitchell Owens, Nicole Cohen                                      | Mike Daley, Mitchell Owens                                                    | 3:03     |  |
| 6.                    | «다시, 여름» (Hello, Sunset) | Choi Bo-ra (153Joombas) | Sam Klempner, Noémie Legrand, Dewain Whitmore Jr.                                    | Sam Klempner                                                                  | 3:30     |  |
| 19:34                 |                              |                         |                                                                                      |                                                                               |          |  |

## Reconocimientos

### Listados
| Publicación  | Lista                  | Ranking | Ref.   |
| ------------ | ---------------------- | ------- | ------ |
| Genius Korea | 2021 Year-End: Top EPs | 24.º    | [ 22 ] |

## Posicionamiento en listas
| Lista (2021)                                  | Mejor posición |
| --------------------------------------------- | -------------- |
| Corea del Sur (Gaon Album Chart)              | 2              |
| Estados Unidos (Billboard Heatseekers Albums) | 16             |
| Estados Unidos (Billboard World Albums)       | 11             |
| Finlandia (Suomen virallinen lista)           | 8              |
| Japón (Billboard Japan)                       | 41             |
| Japón (Oricon Albums)                         | 15             |
| Reino Unido (OCC Digital Albums)              | 17             |

## Historial de lanzamiento
| País          | Fecha                | Formato                    | Sello                     |
| ------------- | -------------------- | -------------------------- | ------------------------- |
| Varios        | 16 de agosto de 2021 | Descarga digital streaming | SM Entertainment, Dreamus |
| Corea del Sur | 17 de agosto de 2021 | CD                         | SM Entertainment, Dreamus |